# Unió de Comunistes de Dahomey
La Unió de Comunistes de Dahomey (en francès: Union des communistes du Dahomey) era una organització política comunista de Benín. La UCD es va fundar el 1976. El 1977 la UCD va donar lloc al Partit Comunista de Dahomey.